# Всесвітня продовольча премія
Всесвітня продовольча премія (англ. World Food Prize) — міжнародна премія, яка вручається за внесок у підвищення якості, кількості та доступності продовольства в світі.

## Історія
Премія була заснована в 1986 році американським агрономом, лауреатом Нобелівської премії миру Норманом Борлоуга. Премією може бути нагороджена людина, котра внесла вклад в будь області, пов'язані з продовольством: сільськогосподарська наука, харчова промисловість, боротьба з бідністю і т. д. Оголошення і нагородження лауреатів відбувається в Де-Мойні (Айова). Переможець Премії отримує 250 000 $. Церемонія вручення збігається з міжнародним симпозіумом, відомим як Borlaug Dialogue, який присвячений проблемам голоду і продовольчої безпеки.
У 2012 році українець Олексій Вадатурський (Нібулон) став номінантом Всесвітньої продовольчої премії.